# エウレカセブン
『エウレカセブン』は、ボンズやバンダイなどが中心となって展開するメディアミックスプロジェクト。展開しているメディアはアニメ、ゲーム、漫画、小説など多岐にわたる。全てを統括する場合に用いられる名称は「Project EUREKA」である。
※以下の記述は基本的に『交響詩篇エウレカセブン ポケットが虹でいっぱい』以前の作品についてのもの。

## 概要
プロジェクトの根幹を成す作品はボンズ制作のSFロボットアニメ『交響詩篇エウレカセブン』とPlayStation 2用のゲームソフト『エウレカセブン TR1:NEW WAVE』の2作品で、この2作品の世界を元にした100種類以上の関連商品を様々なメディアに展開している。関連商品には漫画、小説、DVD、サウンドトラック、プラモデルなどのほか、スニーカーやTシャツなどの衣類もあり、北米を中心に海外でのプロジェクト展開も行われた。バンダイでロボットへの乗り降りをリアルタイムで行うゲームが企画されていたところに、ボンズからオリジナルのロボットアニメを作りたいというオファーがあり、それがプロジェクト発足の切っ掛けとなった。バンダイには既存のメディアミックスプロジェクトとして.hackがあり、これをモデルケースとしてプロジェクトは形成された。
プロジェクトの作品は基本的に同じ世界を共有しており、ストーリーの付随する作品は同じ世界の異なる人物、あるいは異なる時間に焦点を当てた物語が描かれている。作品の原作はバンダイの企画したゲームのシステムを生かす形でBONES（ボンズ）が作った。
作品の舞台となるのは「スカブ・コーラル（スカブ）」と呼ばれる珊瑚状の岩石に覆われた惑星で、スカブから発生する粒子「トラパー」の対流が起こす波に乗って滑空する空中のサーフィン「リフ」が普及している世界である。
物語では、LFOやKLFと呼ばれる人型ロボットが登場し、それらのロボットがリフによって空中をサーフィンしながら戦うのが大きな特徴である。また、音楽シーンやコンピュータ用語に関連する名称・用語からの引用が多く見られることも特徴のひとつで、例えばLFOは低周波発信装置を意味する音楽用語である。なおロボットのデザインを担当した河森正治には当初『車が変形してロボットになる』というコンセプトで依頼が行われたが、河森は当たり前すぎると感じたため、『ロボットがサーフィンをする』というアイディアを提示したという。
プロジェクトに参加する企業は、バンダイが幹事会社となって作る製作委員会に参加する企業と、スポンサーとして参加する「EUREKA Partners」と呼ばれる企業に分けられる。前者にはバンダイグループの3社（バンダイ、バンダイビジュアル、北米のBANDAI ENTERTAINMENT INC.）、ボンズ、博報堂DYメディアパートナーズ、毎日放送が、後者にはソニー・ミュージックエンタテインメント、角川書店、アニプレックス、バンダイチャンネル、有線ブロードネットワークス（現USEN）が参加している。

## 作品世界

### 約束の地
- 物語の舞台となる「約束の地」は、地球とは異なる環境を持つ。違いは大小様々なものがあるが、大きな違いとして挙げられるのが「スカブ」と「トラパー」の存在である。
- 地球を離れ移住した人類はその環境への適応、土地の有効活用のために「塔」を建設し、それを中心とした都市国家を形成していった。作中では各地の塔は連邦制をとっており、惑星全体で塔州連邦を形成、保有する軍隊が統治活動を行っている。
- 約束の地は、地表を珊瑚と同じような性質を持った「スカブ・コーラル（通称スカブ）」に覆われている。スカブは地球に比べ極めて頻繁に（肉眼で確認出来るほど激しい）地殻変動を繰り返しており、塔州連邦軍はそれを防ぐためにパイルバンカーという杭を陸地のいたる所に打ち込むことで地殻を磔のように止めている。しかし効果がいまひとつなのか各地で地殻変動による被害が出ており、作中でもその様子は容易に確認出来る。地中深くには「アーキタイプ」という人型の鉱物が埋もれており、電気を流す事でその動きが制御される事が判明している。それ以来、掘り起こされたアーキタイプは、装甲を取り付けられた「LFO」（後述）として利用されている。LFOは土地開発の過程で徐々に普及していき、現在では地下資源としてアーキタイプを発掘する“発掘屋”を職業とする人も存在するほど日常に溶け込んでいる。
- 大気は地球のそれと同じ成分で構成されているようだが、それとは別に「トランサパランス・ライト・パーティクル（通称トラパー）」と呼ばれる空間粒子が存在する。トラパーはスカブを源泉とし、「コンパク（魂魄）・ドライヴ」を通して電力を取り出す（つまり発電する）ことで機械の動力源として利用されている。コンパク・ドライヴとは人と機械を結ぶ制御装置である（見た目は緑色、透明の三角柱。作動中には中心部が光る）。作中では機械に標準的に搭載されている、いわばエンジンキーの代わりである。そのため「約束の地」での人類の生活はトラパーの存在が前提で成り立っている。また、「リフレクションフィルム」という特殊素材に反射する性質を利用し、空を飛ぶための揚力を得るためにも利用されている。この性質設定は作中で重大な意味を持っており、これを利用したスポーツが、「リフライディング」である。

### リフライディング
- 作中世界のいたる所で絶大な人気を誇る、空中で行うサーフィン。リフティング用の道具リフボードに乗り、空気中のトラパーを捉えることで滑空する。見た目はサーフィンというよりスケボーのストリートスタイルに近い。作中では略して“リフティング”と呼ばれ（更に短縮して“リフ”と呼ばれることもある）、リフティングをする人を“リフボーダー”、リフティングすることを“リフる”と言う。
- うまくトラパーの“波”に乗れば高度数百メートルにまでも上昇が可能で、文字通り“空を飛ぶ”ことも出来る。裏を返せばトラパーの波が読めなければ乗れないため、自由自在に乗りこなせるようになるにはかなりの練習を積まなければならない。トラパーがあれば地形に関係なくどこでも可能だが、これは即ち空中で万が一バランスを崩せば地面に叩きつけられることを意味する（つまり高度によっては命を落としかねない危険性も併せ持つ）。しかしその危険性がさらなる欲求をかきたてるとしてリフティングに没頭する者も多い。トラパー濃度の濃い地域ではリフティングの大会も開催されており、各地で活躍するプロのリフボーダーの存在も人気に一役買っている。
- リフボードはサーフボードと同じくショートボード・ロングボードがあるが、ウィールが存在するなど形状はスケートボードに近い。特に精密な道具という訳ではなく、表面に貼り付けられた「リフレクションフィルム」（揚力獲得）と「ウィール」（重心制御）の出来が大きく影響するため、個人でこれを製作する人もいる。ただし、基本的にボーダーはボードの製作者（シェイパー）が製作したボードを購入するのが大半であり、人気モデルは発表されるたびに予約が殺到する。

### LFOとKLF
- LFOとはLight Finding Operationの略で、物語の基幹となる作中世界の汎用人型重機。アーキタイプを本体として各所に装備を追加し、電気信号で制御される。動力源はバッテリーに加え、空気中を漂うトラパーによる発電を併用している為、トラパーの薄い所では動きが大幅に制限される。基本的に人型だが、地上の移動の際にはビークルモードという自動車のような形状に変形、走行する。リフティングも可能で、空中移動の際にはLFO用のリフボードに乗り、補助的にブースターからの推進力を併せて飛行する（当然ではあるがライダーにはかなりの操縦スキル・センスが要求される）。
- 塔州連邦軍が戦闘用に重装甲・重火器で武装させた軍専用のLFOは「KLF（Kraft Light Fighter）」と呼ばれ、CFS（下記）を搭載している。
- CFS(Compac Feedback System)とはKLF専用のライディング支援システム。ライディングデータを蓄積し、蓄積されたデータをコンパク・ドライヴ経由[8]でライダーにフィードバックする。使用するライダーの技術をトップレベルに引き上げることができる[9]が、コンパク・ドライヴの干渉によりライダーの精神に悪影響を与えるため、使用には制限が必要。ゲームシリーズのNEW WAVE並びにその続編であるNEW VISIONでは、このシステムがストーリーに大きく関わっている。
- エウレカセブンの世界におけるいわゆる「ロボット」で、外見は一般的なSFロボットアニメに登場するロボット的なものである。コックピットの位置がやや個性的で、頭部（胸部と一体化している）が操縦席になっているタイプのほかに、いわゆるバックパックの上部にコックピットが配されているタイプがある。この場合ライダーはロボットの頭部の後ろから全体を見渡すかたちとなる。
- LFO、KLFのアーキタイプは鉱物というよりは人間と同じ生体組織に近く、戦闘等で局所が切断されると血液のような液体を噴出する。

### ヴォダラク
- 宗教都市シウダデス・デル・シエロを拠点とする宗教組織。信仰対象はヴォダラク神。「ヴォダラク」自体は状態を表す言葉であり、同じ思想を持つ人々が集まって出来た組織を指す「ヴォダラク派」がそのまま呼称に定着した。
- 聖地はグレートウォールで、入り口にヴォダラクの総本山であるヴォダラ宮がある。シウダデス・デル・シエロ自体は聖地へ向かう途中にある巡礼の地で、「選択の門」と呼ばれる塔がそびえ立つ。大地にパイルバンカーを打ち込むことに対し否定的であり、一部原理主義者が大地の上に立った文明に対しテロ行為を行っているため、塔州連邦軍からは「反政府組織」とされている。

## 作品群

### コンシューマーゲーム
エウレカセブン TR1:NEW WAVE
PlayStation 2用ソフトとして、2005年10月27日発売。
アニメの5年前、LFOでのリフが普及する前の塔州連邦軍が舞台。アニメのキャラクターも当時の姿で登場する。
交響詩篇エウレカセブン
PlayStation Portable用ソフトとして、2006年4月6日に発売。
アニメ本編（第26話まで）の内容と作中の場面を元に再現したミニゲームで構成されているアドベンチャーゲーム。
エウレカセブン NEW VISION
PlayStation 2用ソフトとして、2006年5月11日発売。
エウレカセブン TR1:NEW WAVEの続編。アニメの数ヶ月前のストーリーを塔州連邦軍側からの視点で追っていく。こちらにもアニメのキャラクターが登場する。
エウレカセブン TR1:NEW WAVE Graduation
PlayStation 2用ソフトとして、2009年6月25日発売。
エウレカセブン TR1:NEW WAVEのグラフィックと操作性を向上させたバージョン。一部操作が変更されている。また、劇場版DVD同梱のパッケージもある。

### モバイルゲーム
エウレカセブン ワールドブレイブ
GREE用アプリとして、2012年10月24日サービス開始。基本プレイ無料のアイテム課金制。